# 段崇智
段崇智（英語：Rocky Tuan Sung-chi，1951年5月3日—），香港生物医学家，主要研究领域为人体肌肉骨骼系统。2018年1月1日，段崇智接替沈祖尧出任第8任香港中文大學校長，2024年1月請辭，並於2025年1月7日卸任。

## 簡歷

### 早年
段崇智父亲毕业于安徽大学。抗日战争期间，段崇智的父亲投笔从戎，受训于黄埔军校，母亲在广东惠州任职护士，两人在战火下邂逅。及后同於1949年到港。段崇智小學至中學就讀聖若瑟英文小學及聖若瑟英文中學，預科轉至皇仁書院。1969年入讀美國肯塔基州伯里亞學院化學系，翌年轉至賓夕凡尼亞州斯沃斯莫爾學院化學系，最後一年回到伯里亞學院以化學系學士（BA in Chemistry）在1972年畢業。紐約州洛克菲勒大學攻讀博士學位，由細胞生物及免疫學家 Zanvil A. Cohn, MD 作指導教授；1977年取得博士學位。在1977－1978年，前往哈佛醫學院擔任博士後研究員，受著名美國假肢先鋒 Melvin J. Glimcher, MD 的指導。而1978－1980年間，則轉到麻省跟隨馬薩諸塞州總醫院發展生物學實驗室的 Jerome Gross, MD ，繼續擔任博士後研究員。1980年在該院醫學院短暫成為生物化學系助理後，便開始其教學及研究生涯。
完成研究工作後，於同年1980年，到達費城賓夕凡尼亞大學擔任生物系助理教授，其後獲晉升至副教授以至客座教授，一直任教至1990年。此後開始在費城湯瑪士傑佛遜大學的長期服務。1988－2003年間為生物化學及分子生物學教授，1988－2001年出任骨科研究主管兼骨科手術系副主任及教授。1992－1995年間，擔任該校醫學士哲學博士雙學位課程的學術總監。1996－2001年出任骨科副主席。1997 年成立美國首個細胞及組織工程哲學博士課程，並於1998年擔任總監直至2001年。同時1997－2003年期間，出任費城卓克索大學生物医学工程的講座教授。2001年時受聘位於馬利蘭州貝塞斯達的國立衛生研究院（NIH），關節炎和肌肉與骨骼和皮膚病國家學院（NIAMS）院內研究程組，擔任軟骨生物學及骨科分部首任主管，直至2009年。此後，在2002－2010年期間，分別同時出任喬治城大學醫學院和喬治華盛頓大學醫學院的骨科手術講座教授。

### 近期
2009年起，出任美國賓夕凡尼亞州匹茲堡大學醫學院細胞及分子工程中心總監，同校醫學院Arthur J. Rooney, Sr. 運動醫學講座教授，以及同校Swanson School of Engineering生物工程學系教授。翌年2010年起，擔任在美國的武裝部隊再生醫學研究所聯合總監。2012年起，則成為上海交通大學醫學院客座教授，匹茲堡大學醫學院軍事醫學研究中心首任總監，以及同校醫學中心McGowan 再生醫學研究院助理總監。2014年，獲委任為美國賓夕凡尼亞州匹茲堡大學骨科手術系傑出教授兼常務副系主任。2016年起，獲通過為段教授本人的母校伯里亞學院受託人理事會會員，以及香港中文大學傑出訪問教授和該校組織工程與再生醫學研究所所長。

### 獲委任為中大校長
2017年6月，只有一年中大資歷的段崇智教授，獲香港中文大學遴選委員會一致推薦為香港中文大學下任校長人選。前中大學生會會長黎恩灝擔心該一年資歷只是為了讓其未來成為校長而作預備，而且段教授長期於外國進行研究及教學，有意見認為來港短短一年半載加上中大特别的書院制度會令其難以應付。
在2017年6月尾相關諮詢會上，他指出香港中文大學（深圳）可以如同部分美國長春藤名校的分校般發展，似乎顯示他認知不足（因為港中深及中大各有其法人地位及規章，並無「分校」與「正校」的關係）。此外，由於他上任時年齡已超過60歲，或會如同於2002年至2004年出任校長的金耀基（履新時為67歲）般提早離職。不過於同年7月，中大校董會仍通過任命，段崇智教授正式獲授為香港中文大學第八任校長，接替沈祖堯教授。

### 中大校長時期
段崇智教授於2018年1月1日上任香港中文大學校長，並於同年4月17日在中大邵逸夫堂舉行就職典禮。
段教授就職中大校長後，曾與學生會合辦高桌晚宴，以聽取學生對校政意見。但是，由於可參與人數極為有限，加上在此嚴肅場合下難以進行交流，此舉被批評為「假諮詢」。

#### 對反修例運動的態度
香港特區政府在2019年5月強推《逃犯條例修訂草案》，中大師生及校友聯署反對，修例事件在6月進一步觸發反修例運動。10月3日，中大學生在校內舉行遊行，要求會見校長段崇智，段崇智其後出現，讀了一份聲明後就折返行政樓，沒有應學生要求去烽火台對話。有同學不滿，強行進入行政樓，有人打碎了行政樓的玻璃門，向他撒冥紙、說粗口，而段崇智則憤怒地用力拍桌回應。到下午約5時，段答允學生要求到烽火台對話，段與同學協商後互相為自己的情緒化行為道歉，並在其後表示他譴責所有的暴力，包括警察。由於不少學生不滿10月3日的對話安排，中大於10月10日在邵逸夫堂再次舉行對話會，當中包括被捕學生，學生吳傲雪在對話期間除下口罩，公開控訴於被捕後遭受警察性暴力對待。會面結束後，不少學生圍堵校長，要求繼續對話。段崇智最後在另外兩位副校長及其他職員的陪同下，與一部分學生再於邵逸夫堂進行近兩小時的閉門對話。有學生透露，閉門對話期間段崇智曾一度落淚，安慰哭訴的學生，並作三大承諾，包括會譴責警察暴力、不讓學生在中大內被捕和成立緊急專責小組應對。段崇智於閉門對話後，在2019年10月18日向全校發出公開信，表示部分警員涉不當暴力，經查證後須譴責，並會去信行政長官，促在現有機制以外嚴正跟進。警察公共關係科作出回應稱段的指控「連最基本資料都見不到」。
香港警方在11月11日企圖防止示威者在天橋上向高速公路投擲雜物引發2019年香港中文大學衝突，包括中文大學校長段崇智在內的大學高層一度前往斡旋，並與警察在5時20分達成協議，警方承諾若示威者不再在天橋上投擲雜物就會撤出，警方與段崇智達成口頭協議，校方讓學生不再丟雜物落二號橋，警察可離開。後學生繼續攻向二號橋，當段崇智在學生護送下離開二號橋時，警方此時透過揚聲器稱「段校長及大學職員請立即離開，現在已不是談判或者對話的時間」，之後對段崇智的身處位置發射多枚催淚彈，他本人亦中催淚彈不適。段其後於11月15日發出呼籲，認為目前校內大多人並非中大生，考慮到校內出現縱火、校巴被盜用、校內建築被毀或佔據，甚至有人從校外運物資入大學製造汽油彈等情況，要求所有外來人士即時離開中大，否則會尋求相關政府部門協助。段崇智在調停衝突期間曾吸入催淚氣體，其後需入住威爾斯親王醫院休養，至12月3日出院返回校園。同年12月17日，《泰晤士高等教育》評選出11名對高等教育界有影響力的學者或行政人員，段崇智膺選其中一位2019年度全球高等教育風雲人物，負責評選的記者提到香港所有大學領袖都被捲入反修例風波，但沒太多像段崇智般「堅定為他的校園及學生挺身而出」。

#### 接連遭梁振英狙擊
由於段崇智未明確反對反修例運動，自從獲中大續聘校長以來，段崇智連續遭到梁振英狙擊。對於段崇智續聘一事在校內半年諮詢期間獲得「廣泛支持」，梁振英表示質疑，並反問段崇智在未來4年半在政治問題上的表現會是「黑暴」期間中大學生口中的「段狗」，還是見風使舵、在幾十個學生的壓力面前跪低變色後的「段爸」。
對於段崇智在2022/23年開學日升旗禮上的致辭，梁振英批評段「沒有告訴學生中大和國家還有什麼關係，沒有要求學生愛國愛港，沒有要求同學們學有所成之後貢獻國家」，只有「植根中國」四個字，嘲諷「段崇智畢竟仍是段崇智」。
段崇智接連以病假為由缺席立法會審議中大校董會改組方案的會議後，梁振英批評用「醫療程序」和醫生紙躲避會議，過得初一過不了十五，形容其段崇智「太低能、太惡劣」。

#### 請辭
2024年1月9日，段崇智向中文大學校董會提出辭任校長一職，並將提早兩年於2025年1月7日卸任。 在中大發布的公告中，段表示，中大在《大學條例》修訂後落實新的管治架構，「此時是讓大學物色一位新校長的合適時機」。
2024年12月，段崇智於卸任前接受英國《泰晤士報》訪問，首次坦言其離任的主要原因為「外來干預」（external interference）。他表示大學作為自由思想及追求真理的象徵，應該保持「非政治化」（apolitical）。同時承認香港的學術自由雖不如往，但認為「總體上仍還好」（not as good as before, but largely OK）。

## 軼事
1960年代，段崇智尚於聖若瑟英文中學就讀中四時，曾代表該校參加由香港男藝人許冠文主持的無綫電視節目「星辰盃校際常識問答比賽」。
段崇智就任校長前夕，接受《明報》訪問，自稱段姓較為少見，最著名的應該是金庸小說《射雕英雄傳》中的角色「一燈大師」段智興，近代較著名的就是民國政治人物段祺瑞。段崇智隨即有了「段皇爺」的綽號。其後段崇智接受《東周刊》訪問，笑言自己在美國讀書時，唐餐館所有人均已用段皇爺的綽號來稱呼他。
段崇智於有份提名李家超為行政長官候選人。